# هکلر و کخ
هکلر و کخ (به آلمانی: Heckler & Koch) یک شرکت آلمانی اسلحه‌سازی است. این شرکت یکی از سه شرکت بزرگ اسلحه‌سازی جهان و هم‌چنین یکی از مهم‌ترین شرکای معاملاتی ارتش آلمان به‌شمار می‌آید.
شرکت هکلر و کخ که با ساختن سلاح‌های مجهز و کاملاً پیشرفته امروزه در رده سوم سلاح‌سازی جهان پس از شرکت‌های برونینگ همچنین اف.ان هرستال بلژیک قرار دارد توانسته در طول 62 سال خدمت پس از ثبت گردیدن شرکت در سال 1950 سلاح‌های با خصوصیاتی گوناگون برای مأموریت‌های گوناگون نظامی طراحی کند،یکی دیگر از عوامل پیشرفت شرکت هکلر و کخ وجود افرادی همانند ادموند هکلر و تئودور کخ که با تجربه‌ای که در ساخت سلاح‌های سبک و سنگین دارند توانسته‌اند در طول این سال‌ها سلاح‌های به خصوص را برای فروش و تجارت به کشورهای اروپایی و آمریکایی طراحی کنند. اسلحه‌های ساخت کارخانه هکلر و کخ دارای «کیفیت بسیار بالایی» هستند. یکی از مسلسل‌های پرطرفدار این شرکت هکلر و کخ ژ-۳۶ بوده، که بسیار دقیق‌تر و کارآمدتر از مدل پیشین، یعنی هکلر و کخ ژ-۳ است. از دیگر مسلسل‌های ساخت شرکت هکلر و کخ می‌توان به هکلر و کخ اچ کی ۴۱۶ اشاره کرد که بیشتر مورد استفاده «نیروهای ویژه» قرار می‌گیرد.